# Foton
Foton /fot'ån/  (IPA: [fʊˈtoːn]) (från grekiska: φως (phos), ljus) är det elektromagnetiska fältets energikvantum, den minsta energimängd som kan överföras av elektromagnetisk strålning.

## Historia
Teorin att elektromagnetisk strålning, som till exempel synligt ljus, inte bara kan betraktas som elektromagnetiska vågor, utan även kan beskrivas som uppdelad i energikvanta, som små energipaket, beskrevs 1905 av Albert Einstein. I en serie experiment under 1923–1925 lyckades sedan ett forskarlag med Arthur Compton i spetsen påvisa dessa kvanta, och att de kunde beskrivas som elementarpartiklar med rörelsemängd. År 1926 gavs denna partikel namnet foton.

## Egenskaper
Ljus har, liksom annan elektromagnetisk strålning, enligt kvantteorin såväl våg- som partikelegenskaper. Vågegenskaperna märks när det passerar ett gitter, eftersom det då uppvisar interferens. Partikelegenskaper märks i den fotoelektriska effekten. Fotonen beskrivs ibland därför som ett vågpaket. Fotonen är också en elementarpartikel av typen boson och bärare av den elektromagnetiska växelverkan. 
Fotonens energi är {\displaystyle E=h\nu \,} där h är Plancks konstant och ν det elektromagnetiska fältets svängningsfrekvens. Energin kan också uttryckas som {\displaystyle E=c\,p}, där c är ljushastigheten i vakuum och p är rörelsemängden, eftersom {\displaystyle p=h\nu \,} / {\displaystyle c}.
Liksom alla andra kraftbärande elementarpartiklar är en foton i någon mån immateriell. Den har en energi, en frekvens, och en rörelsemängd, men begrepp som massa, storlek och läge kan inte definieras på ett meningsfullt sätt. Det närmaste man kan komma är att säga att den fyller ut hela det rum den kan finnas i och att dess rörelseenergi skulle motsvara en ekvivalent massa enligt formeln {\displaystyle E=mc^{2}}, där E är energin, m är massa och c är ljusets hastighet. Fotonen kan dock aldrig vara i vila och saknar vilomassa. Formeln {\displaystyle E=mc^{2}} är dessutom bara en approximation som fungerar bra för energi–massa-relation så länge hastigheten är låg i förhållande till ljusets hastighet. För fotonen, som rör sig i ljusets hastighet, gäller, som sagt, att {\displaystyle E=c\,p}, där p är dess rörelsemängd.
Fotoner har en symmetrisk vågfunktion som får överlappa den av andra fotoner. Man kan säga att fotoner kan staplas på varandra och det finns alltså ingen gräns för hur många fotoner som får plats i ett rum.

## Fotoner och elektronernas kvantnivåer
| Ett sätt att dela upp färgspektrum | Ett sätt att dela upp färgspektrum                                                                                      | Ett sätt att dela upp färgspektrum                                                                                      | Ett sätt att dela upp färgspektrum                                                                                      |
| ---------------------------------- | --- | --- | --- |
|                                    | | | |
|                                    | | | |
|                                    | Färg | Våglängd (nm) | Frekvens (THz) |
|                                    | Röd | 625–740 | 480–405 |
|                                    | Orange | 590–625 | 508–480 |
|                                    | Gul | 565–590 | 531–508 |
|                                    | Grön | 520–565 | 577–531 |
|                                    | Cyan * | 500–520 | 600–577 |
|                                    | Blå * | 435–500 | 690–600 |
|                                    | Violett | 380–435 | 789–690 |
|                                    | | | |
| *                                  | Newtons sjudelade spektrum inkluderade ”blått” och ”indigo”, som kan ha motsvarat ”cyan” respektive ”blått” i tabellen. | Newtons sjudelade spektrum inkluderade ”blått” och ”indigo”, som kan ha motsvarat ”cyan” respektive ”blått” i tabellen. | Newtons sjudelade spektrum inkluderade ”blått” och ”indigo”, som kan ha motsvarat ”cyan” respektive ”blått” i tabellen. |

När en elektron i en atom byter tillstånd till ett med lägre energinivå, och alltså förlorar potentiell energi, genereras en foton med en energimängd, ett ljuskvantum, som motsvarar den energi som elektronen förlorade. De energinivåer som elektronerna kan ha i ett visst ämne har vissa bestämda värden, kvantnivåer, beroende på vilket elektronskal de tillhör. Ljus har därför karaktäristiska frekvenser som beror på vilket ämne de framställts i. Relativt vanligt är till exempel det gula natriumljuset, och ljuset från lysdioder, som alltså kommer från rena ämnen. Vid brytning i ett prisma erhålles på så sätt s.k. emissionslinjer.
Även det omvända förekommer. I ljus som från början var kontinuerligt spritt över spektrum och som färdats genom interstellär gas kan man se att fotoner med vissa frekvenser saknas. De har fångats upp av gasen genom att excitera dess elektroner. Fotonens energi måste stämma med befintliga skillnader mellan tillåtna värden för elektronens energi. Därför kan svarta linjer, absorptionslinjer, som är karaktäristiska för gasen i fråga ses i spektrumet.